# Jeanine Hennis-Plasschaert
Jeanine Antoinette Hennis-Plasschaert (Heerlen, 7 april 1973) is een Nederlands voormalige politica en sinds 2018 werkzaam als diplomaat. Ze was politiek actief voor de Volkspartij voor Vrijheid en Democratie (VVD).
Ze was van 5 november 2012 tot en met 4 oktober 2017 minister van Defensie in het kabinet-Rutte II. Ze trad terug als demissionair-minister van Defensie vanwege een kritisch rapport over een ongeluk met twee doden en een zwaargewonde tijdens een Nederlandse legeroefening in Mali. Ze was lid van de Tweede Kamer (2010-2012 en 2017-2018), en is ook lid geweest van het Europees Parlement (2004-2010). In 2018 werd ze Speciaal Vertegenwoordiger van de Secretaris-Generaal van de Verenigde Naties in Irak en hoofd van de Bijstandsmissie van de Verenigde Naties voor Irak (UNAMI).

## Levensloop

### Studie
De in Heerlen geboren Hennis-Plasschaert groeide op in Bodegraven en volgde haar middelbareschoolopleiding aan het katholieke St.-Antoniuscollege in Gouda en volgde vervolgens aan de European Secretarial Academy (Europese Academie voor Secretariaat) haar beroepsopleiding bij Instituut Schoevers in Utrecht.
Tussen 1995 en 2000 was ze in dienst van de Europese Commissie te Brussel (1995-1998) en Riga (1998-2000). Vervolgens werkte ze enkele jaren bij KPMG als subsidieadviseur, en daarna van 2000 tot juli 2004 als politiek assistent van het College van B&W in de gemeente Amsterdam, waar ze met name assistent was van VVD-wethouder Mark van der Horst.

### Politieke carrière

#### Europees Parlement
Hennis-Plasschaert werd bij de verkiezingen van juni 2004 gekozen in het Europees Parlement, met ruim 44.000 voorkeurstemmen. In het Europees Parlement was Hennis-Plasschaert onder meer lid van de commissie-Transport en de commissie-Justitie, Binnenlandse Zaken en Burgerlijke Vrijheden.
Bij de in Nederland op 4 juni 2009 gehouden verkiezingen voor het Europees Parlement stond ze als tweede op de VVD-kandidatenlijst, achter lijsttrekker Hans van Baalen. Bij die verkiezingen kreeg ze 52.184 voorkeurstemmen.
Op 11 februari 2010 kreeg ze van parlementsleden een ovatie voor haar inzet en bijdrage als rapporteur om het SWIFT-akkoord te laten verwerpen.
Op 30 november 2010 werd Hennis-Plasschaert door het weekblad European Voice uitgeroepen tot Europarlementariër van het jaar.

#### Tweede Kamer (2010-2012)
In 2010 stelde Hennis-Plasschaert zich kandidaat voor de verkiezingen voor de Tweede Kamer in juni van dat jaar. Zij stond vierde op de VVD-kandidatenlijst en werd gekozen met 37.944 voorkeurstemmen. Ze zat in de Tweede Kamercommissies Binnenlandse Zaken & Koninkrijksrelaties, Europese Zaken, Justitie en Sociale Zaken & Werkgelegenheid. In de Kamer hield ze zich bezig met onder meer veiligheid, politie, gelijke behandeling, homo-emancipatie en rampen- en crisisbestrijding. Hennis-Plasschaert stond zesde op de VVD-kandidatenlijst in 2012 en werd gekozen met 39.197 voorkeurstemmen, na Mark Rutte en Edith Schippers haalde ze bij de VVD de meeste voorkeurstemmen. In november 2011 kreeg Hennis-Plasschaert, die zich met name in Europa had ingezet voor de homorechten, de hoon van een deel van de Tweede Kamer over zich heen toen ze voor het behoud van de weigerambtenaar stemde vanwege het coalitiebelang.

#### Minister van Defensie
Op 5 november 2012 werd ze de eerste Nederlandse vrouwelijke minister van Defensie in het kabinet-Rutte II en volgde daarmee Hans Hillen op. Op 3 oktober 2017 vond met de demissionair minister een Kamerdebat plaats vanwege een kritisch rapport van de Onderzoeksraad voor Veiligheid naar aanleiding van een ongeluk met een mortier op 6 juli 2016 tijdens de militaire missie MINUSMA in Mali, hierbij kwamen twee Nederlandse militairen om het leven en geraakte een derde zwaargewond. Tijdens dit debat maakte zij bekend dat zij de koning zal verzoeken om haar ontslag te verlenen. Het ontslag werd een dag later verleend. Ze werd opgevolgd door Klaas Dijkhoff.

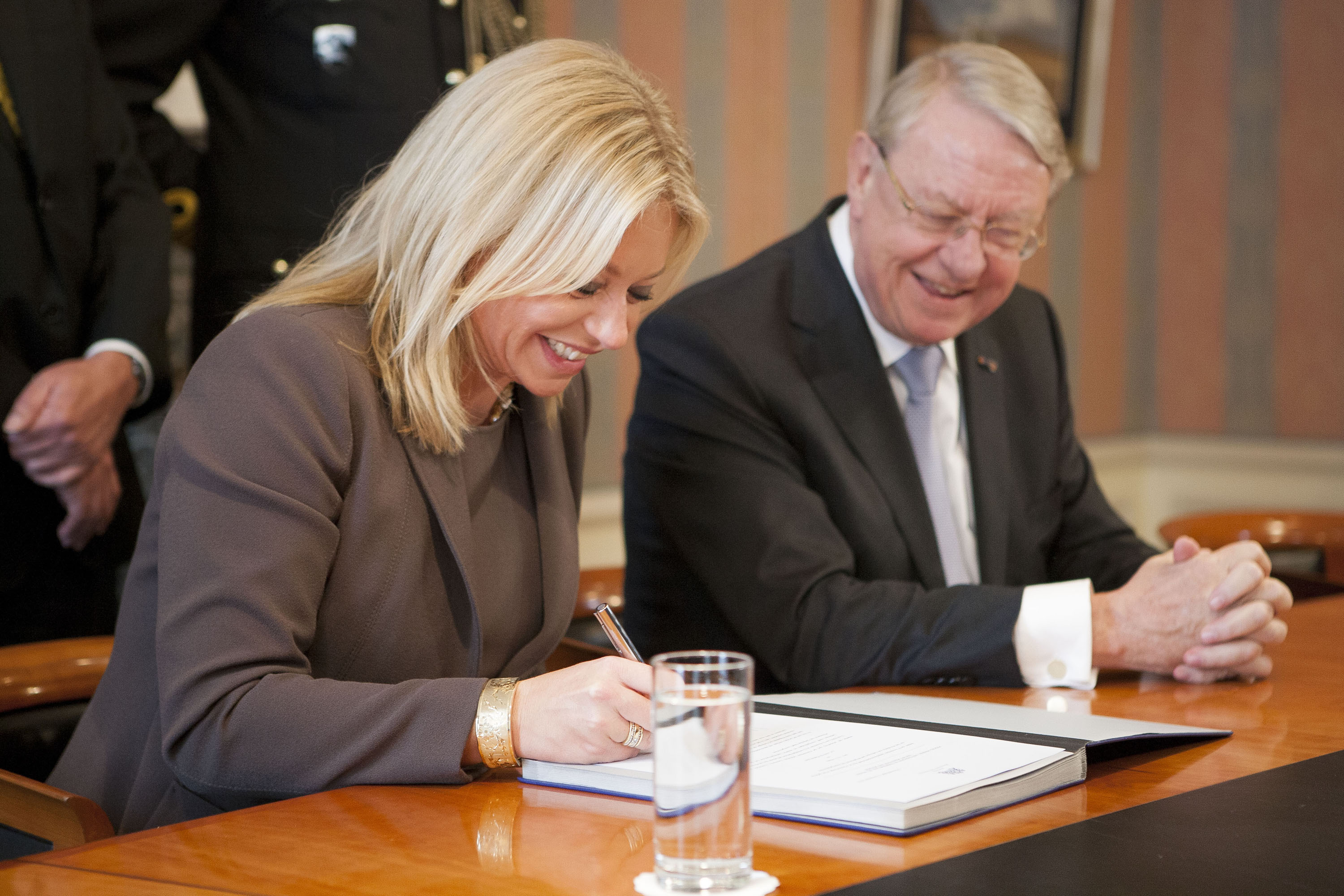
Hennis-Plasschaert met haar voorganger Hillen (5 november 2012)
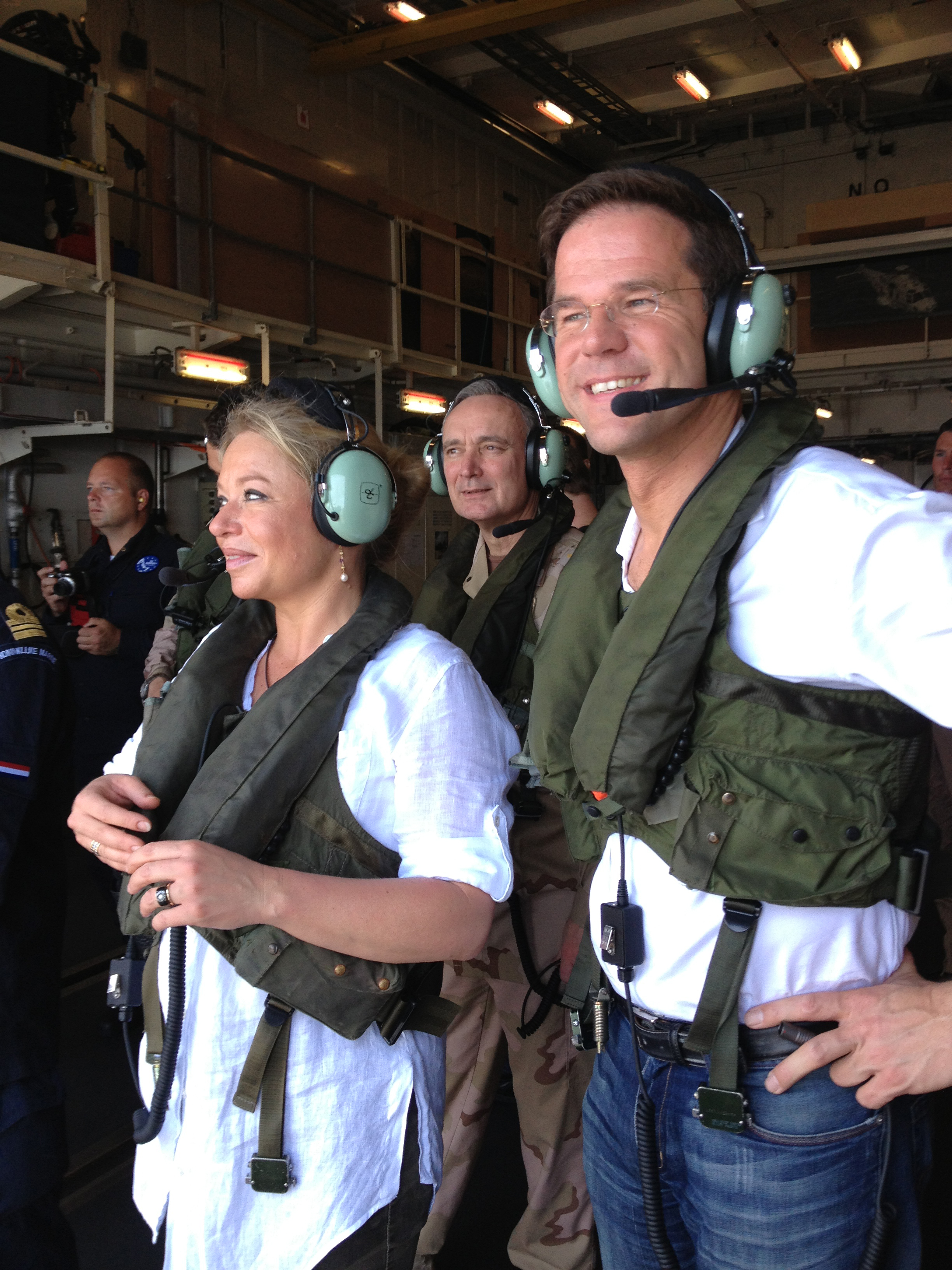
Met premier Rutte bij de anti-piraterijmissie bij Somalië (april 2013)
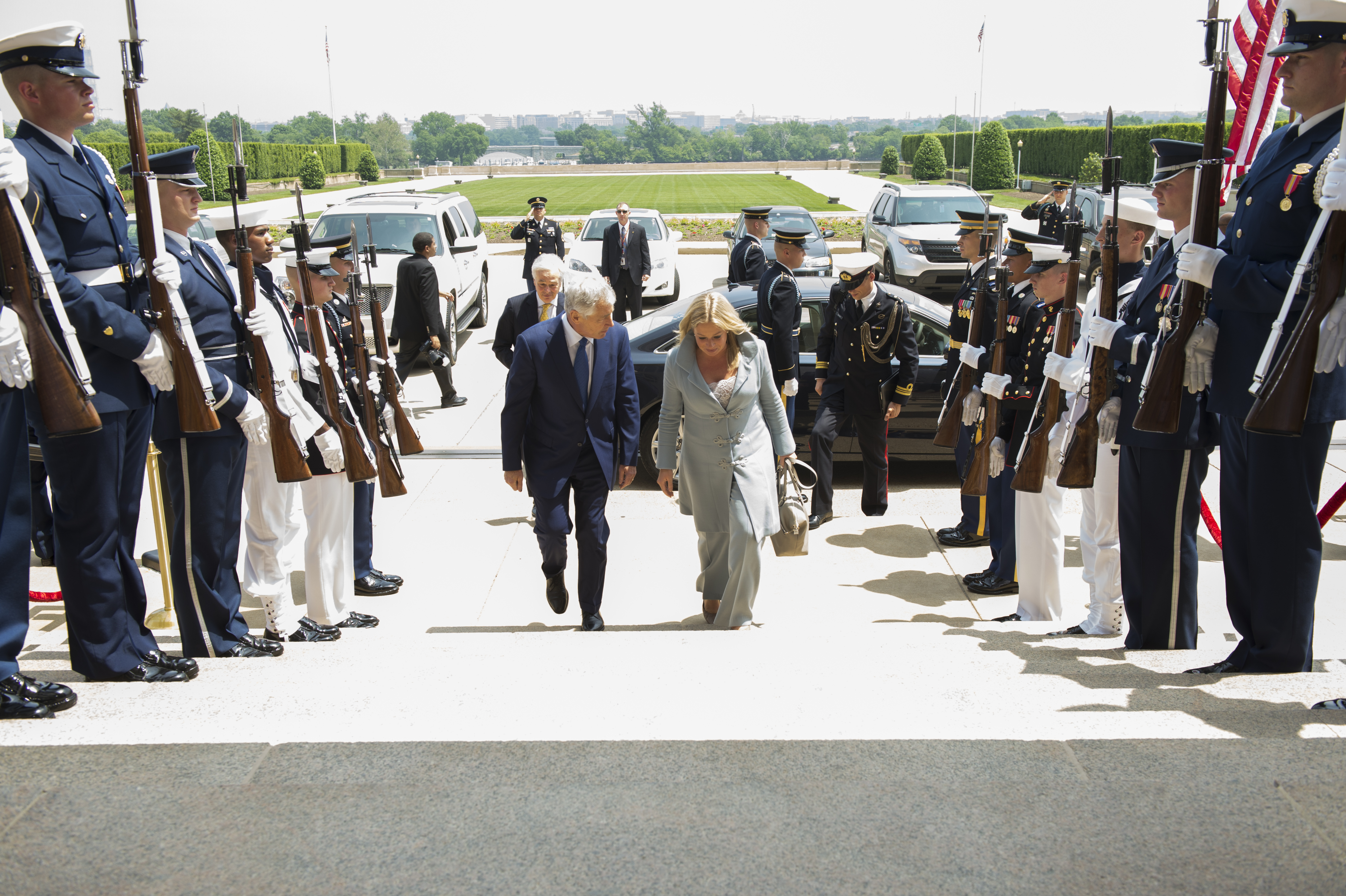
Bezoek aan het Pentagon (mei 2013)
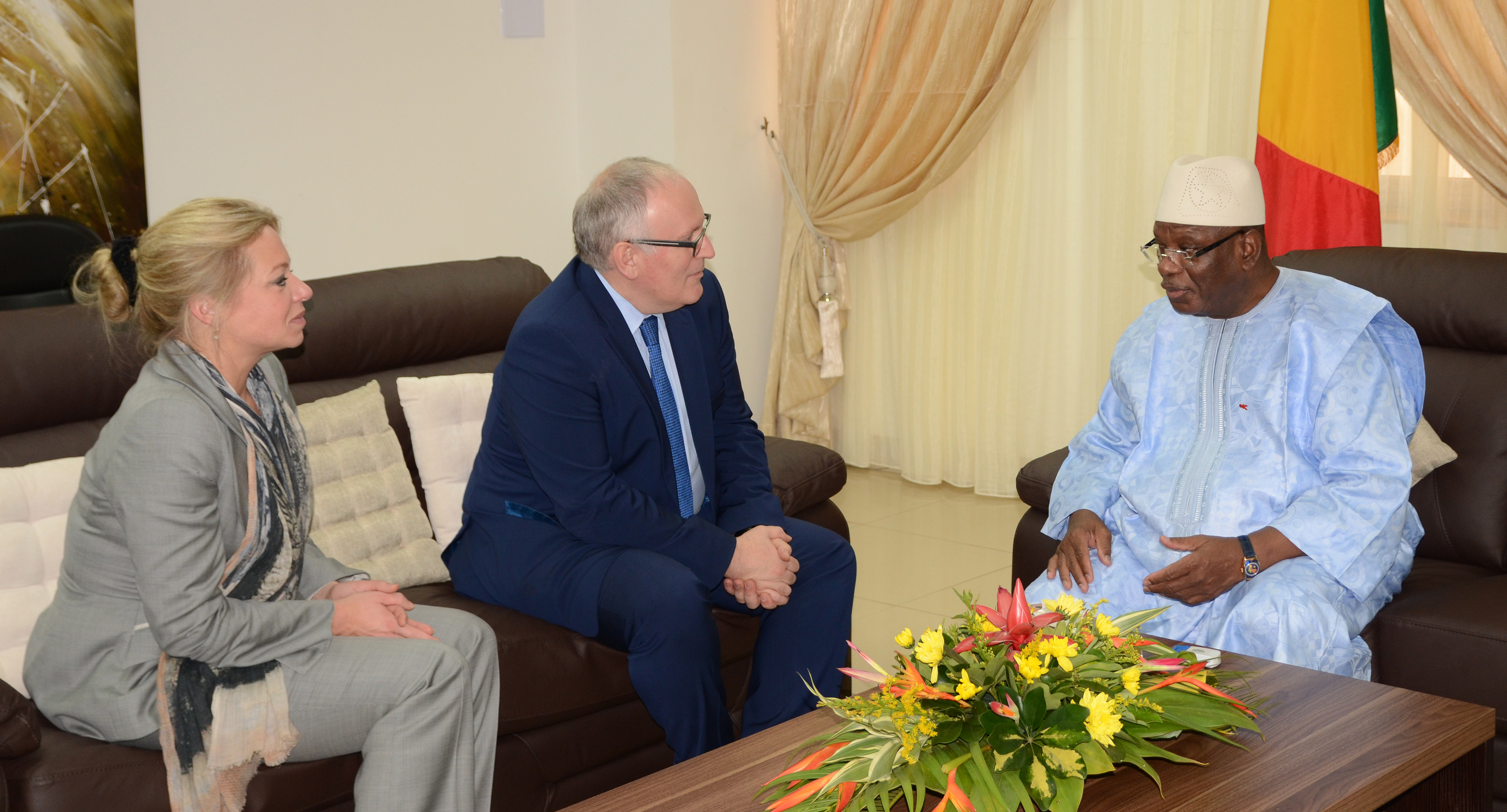
Ministers Hennis-Plasschaert en Timmermans bij de Malinese president Ibrahim Boubacar Keïta (november 2013)

#### Tweede Kamer (2017-2018)
Bij de Tweede Kamerverkiezingen van 15 maart 2017 stond ze als tweede op de VVD-kandidatenlijst, achter lijsttrekker Mark Rutte. Ze kreeg 148.431 voorkeurstemmen. De VVD behaalde 33 zetels en Hennis-Plasschaert werd op 23 maart 2017 opnieuw beëdigd tot Tweede Kamerlid. Hennis gaf na de verkiezingen aan graag weer minister te willen worden in een nieuw kabinet.
Op 14 oktober 2017 maakte ze bekend in een volgend kabinet niet opnieuw minister te worden. Ze bleef tot half september 2018 lid van de Tweede Kamer en was in die periode financieel woordvoerder van de VVD-fractie.

### UNAMI
Hennis werd in 2018 benoemd tot speciaal vertegenwoordiger van de secretaris-generaal van de Verenigde Naties in Irak en tot hoofd van UNAMI, als opvolger van Ján Kubiš. Eerder vervulde Ad Melkert deze functie van 2009 tot 2011. In februari 2024 maakte ze tijdens een briefing over de situatie in Irak aan de VN bekend dat zij van plan was in mei dat jaar deze functie neer te leggen.

## Militaire rangen
- Kapitein-luitenant-ter-zee speciale diensten (2018)
- Jeanine Hennis-Plasschaert is reservist bij de Koninklijke Marine.

## Onderscheidingen en prijzen
2018 - Officier in de Orde van Oranje Nassau.
2015 - Uitgeroepen tot de meest invloedrijke vrouw van Nederland in de Opzij Top 100. Als eerste vrouwelijke minister van Defensie wist ze de jarenlange bezuinigingen op een cruciaal moment een halt toe te roepen.
2015 -  Smart & Amazing-award van het modetijdschrift Marie Claire, vanwege haar modieuze kleding.
2012 -  Door de Nederlandse parlementaire pers uitgeroepen tot Politiek Talent van het jaar.

## Persoonlijk
Jeanine Hennis-Plasschaert trouwde op 27 september 2003 met een oudere broer van Maarten Hennis.